# Zuzanna Galia
Zuzanna Regina Galia (ur. 22 grudnia 1991 w Warszawie) – polska aktorka, aktorka dubbingowa, lektorka i reżyser dubbingu. Córka aktorów Ewy Serwy i Pawła Galii.

## Życiorys
Zadebiutowała na ekranie w 2003 roku jako jedna z dziewczyn w serialu obyczajowym Na Wspólnej produkcji stacji TVN. Pracę w dubbingu rozpoczęła w dzieciństwie w roku 1996, w studiu radiowym na ulicy Myśliwieckiej w Warszawie podkładając głos pod filmy dla Telewizji Polskiej pod dyrekcją Doroty Kawęckiej. Jej pierwszą istotną rolą w dubbingu była postać Kelly z filmu Barbie jako Roszpunka z 2002 roku, a sławę przyniosła jej rola Shanti w Księdze Dżungli 2. Od tamtej pory użyczyła głosu w niemal stu filmach, serialach i grach komputerowych.
Od 2016 roku pracuje również jako reżyser dubbingu, realizując zarówno produkcje animowane jak i fabularne (m.in.  Archer oraz Ratownicy z Malibu: Serial). Występuje w Polskim Radiu i reklamach, jest lektorką audiobooków. Pisze także dialogi do produkcji dubbingowych. 

## Filmografia
- 2003: Na Wspólnej – dziewczyna (odc.1480)

## Polski dubbing
Zuzanna Galia użyczyła swojego głosu w następujących produkcjach:

### Filmy
- Alfa i Omega: Legenda Zębatej Jaskini – samica jeżozwierza
- Alfa i Omega: Rodzinne wakacje – Frida
- Barbie: Gwiezdna przygoda – skrzat
- Barbie i tajemnicze drzwi – Romy
- Barbie jako Roszpunka – Kelly
- Barbie Mariposa – Talayla
- Barbie w Dziadku do orzechów – dziewczynka
- Barbie z Jeziora Łabędziego – Shelly
- Batman v Superman: Świt sprawiedliwości – Mercy Graves
- Biegnij Amelio! – Sarah, mama Amelii
- Boy 7 – Lara
- Daleko na północy
- DC Super Hero Girls: Bohater roku – Big Barda, Gwiazdka
- DC Super Hero Girls: Galaktyczne Igrzyska – Big Barda, Gwiazdka
- Dzień Niepodległości: Odrodzenie – Rain Lao
- Ferie zimowe Kacpra i Emmy
- Harry Potter i Insygnia Śmierci: Część I – Ginny Weasley
- Harry Potter i Insygnia Śmierci: Część II – Ginny Weasley
- Harry Potter i Książę Półkrwi – Ginny Weasley
- Harry Potter i Zakon Feniksa – Ginny Weasley
- Hugo i łowcy duchów – Lola
- Kacper i Emma - najlepsi przyjaciele – Berit
- Kot – Sally Walden
- Księga dżungli 2 – Shanti
- My Little Pony: Equestria Girls: Rainbow Rocks – Aria Blaze
- Nosorożec Otto
- Lego Scooby-Doo! Klątwa piratów – Krissy Nokaut
- Lepszy model – Nevaeh Barnes
- Level Up – Angie
- Łapa – Ester
- Łowcy czarownic
- Most do Terabithii – Janice
- My Little Pony Equestria Girls: Wejściówka na backstage – Aria Blaze
- Nocturna
- Paweł, apostoł Chrystusa – Irenica
- Pies, który uratował święta
- Pim i Pom
- Pokémon: Hoopa i starcie wszech czasów – Meray
- Potwory i spółka
- Przygody Finna – mama Finna
- Scooby-Doo! Frankenstrachy
- Szczęście sprzyja odważnym – Thao, nauczycielka
- Tellur Aliens – królewna
- Winx Club: Tajemnica morskich głębin – Stella
- Wszystkowidząca – pani Petri
- Wymarzony luzer – Dylan Schoenfield

### Seriale
- Akademia tańca – Emily
- Alex i spółka – Linda Rossetti
- Archer – Mitsuko, młody Archer
- Awatar: Legenda Aanga – Suki
- Big Mouth – Lia
- Bob Budowniczy – Marta
- Chica Vampiro. Nastoletnia wampirzyca
- Cyberpunk: Edgerunners – Rebecca[5]
- Czarodziejka z Księżyca – Ami Mizuno
- Denny obóz – Suzi
- Dorotka i Czarnoksiężnik z krainy Oz – Królowa Ozma
- Dzieciak rządzi: Znowu w grze – Simmons
- Grachi
- Ever After High – Kitty Cheshire
- Koszykarze – Stella
- Lucky Star - Tsukasa Hiiragi
- Lato w mieście – Karine Cramer
- Legenda Korry – Ikki, Toph Beifong
- Lego Hero Factory: Pierwsze akcje rekrutów – Breez
- Little Witch Academia – Atsuko „Akko” Kagari
- Lucky Star - Tsukasa Hiiragi
- Mała szkoła Helenki - Klara
- Miłość, śmierć i roboty – Yan
- Mój kumpel anioł – Brittany Hanson
- Opowiastki – wiewiórka
- Power Rangers Megaforce – Emma Goodall, różowa Rangerka
- Przygody Sary Jane – nastoletnia Andrea Yates
- Ratownicy z Malibu: Serial – Dylan
- Sadie J – Sadie
- Stretch Armstrong i Flex Fighterzy
- Super 4 – Iskierka
- Tajemnicze Złote Miasta – Zia
- Teletubisie – głosy dzieci z ekranów
- Tomek i przyjaciele – Marta, Ania
- Yōkai Watch – Katie, Amy, Hidabat, Cucia
- Zagadki rodziny Hunterów – Kelly
- Zdaniem Freda! – Holly

### Gry komputerowe
- Diablo III: Reaper of Souls – Sofia
- Elsword – Rose
- Garfield – Nermal
- Hearthstone - Gobliny vs Gnomy – Cieniomantka, Pani Bólu, Tarczowniczka
- Hearthstone - Podróż do serca Un'Goro – Arkanolożka
- Heroes of the Storm – D.Va
- League of Legends – Gwen
- Lego DC Super-Villains Złoczyńcy – Cheetah, Killer Frost
- LittleBigPlanet 3 – Pinky
- Might & Magic: Heroes VI - Cienie mroku – Zakera
- Overwatch – D.Va
- Puppeteer – Pikarina
- Resistance: Burning Skies – Rachel
- The Elder Scrolls V: Skyrim – Frabbi, Elda Wczesny-Świt, Wampirzyca Laelette, Fianna, Jala, Viola Giordano, Colette Marence

### Słuchowiska radiowe
- W Jezioranach - Agnieszka Kajfasz[6]